# Todd Graff
Todd Graff (Nova York, Nova York, 22 de Outubro de 1959) é um actor, roteirista e cineasta americano.

## Filmografia
Como ator:
- Caminhos Cruzados (Five Corners) (1987)
- O Abismo (The Abyss) (1989)

Como diretor:
- Campo de Férias (Camp) (2003)
- No Caminho do Sucesso/High School Band (Bandslam) (2009)
- Canção do Coração (Joyful Noise) (2012)